# Římskokatolická farnost Vlčice
Římskokatolická farnost Vlčice je územní společenství římských katolíků v rámci děkanátu Jeseník ostravsko-opavské diecéze.

## Historie
Vlčice patří k nejstarším vsím na Jesenicku a původně patřily k majetku vratislavského biskupství. Farní kostel sv. Bartoloměje je barokní orientovaná stavba z přelomu 30. a 40. let 18. století.
Farnost je administrována ex currendo z Bílé Vody.

## Bohoslužby
| Kostel                 | Místo     | Bohoslužba             | Bohoslužba             | Poznámka        |
| ---------------------- | --------- | ---------------------- | ---------------------- | --------------- |
| Kaple Panny Marie      | Dolní Les | 1x ročně, poutní       | 1x ročně, poutní       | obecní kaple    |
| Kostel sv. Bartoloměje | Vlčice    | neděle čtvrtek         | 11.00 18.00            | farní kostel    |
| Kostel sv. Ignáce      | Vojtovice | neslouží se pravidelně | neslouží se pravidelně | filiální kostel |